# 朝鲜—俄罗斯边界

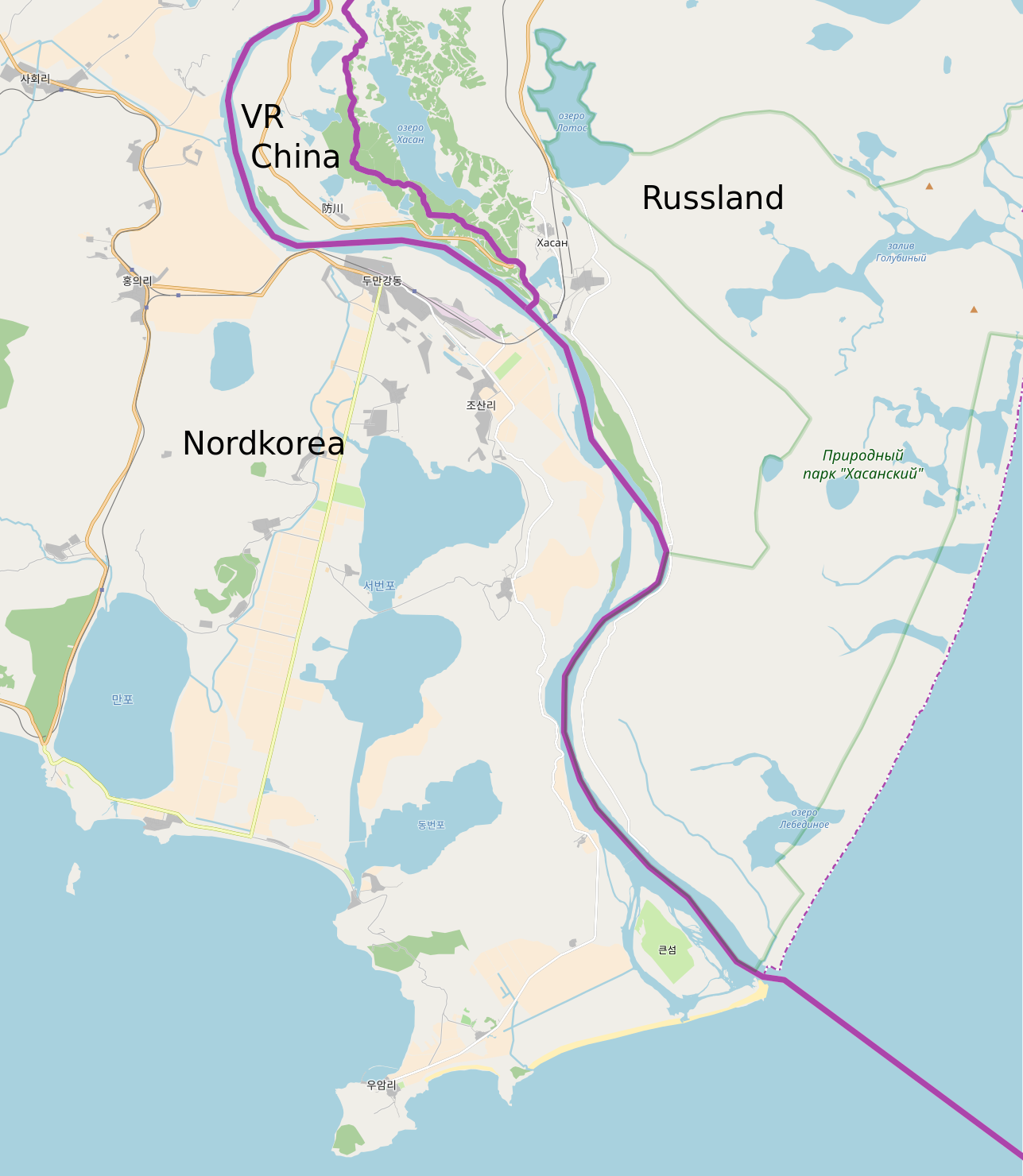
朝俄边境地图，上方为属于中华人民共和国的防川

朝鲜－俄罗斯边界（朝鲜语：／），是指朝鲜民主主义人民共和国和俄羅斯聯邦的边界。根据俄罗斯官方定义，朝俄边界包括17公里的“陆地边界”和22公里的“海上边界”。

## 历史

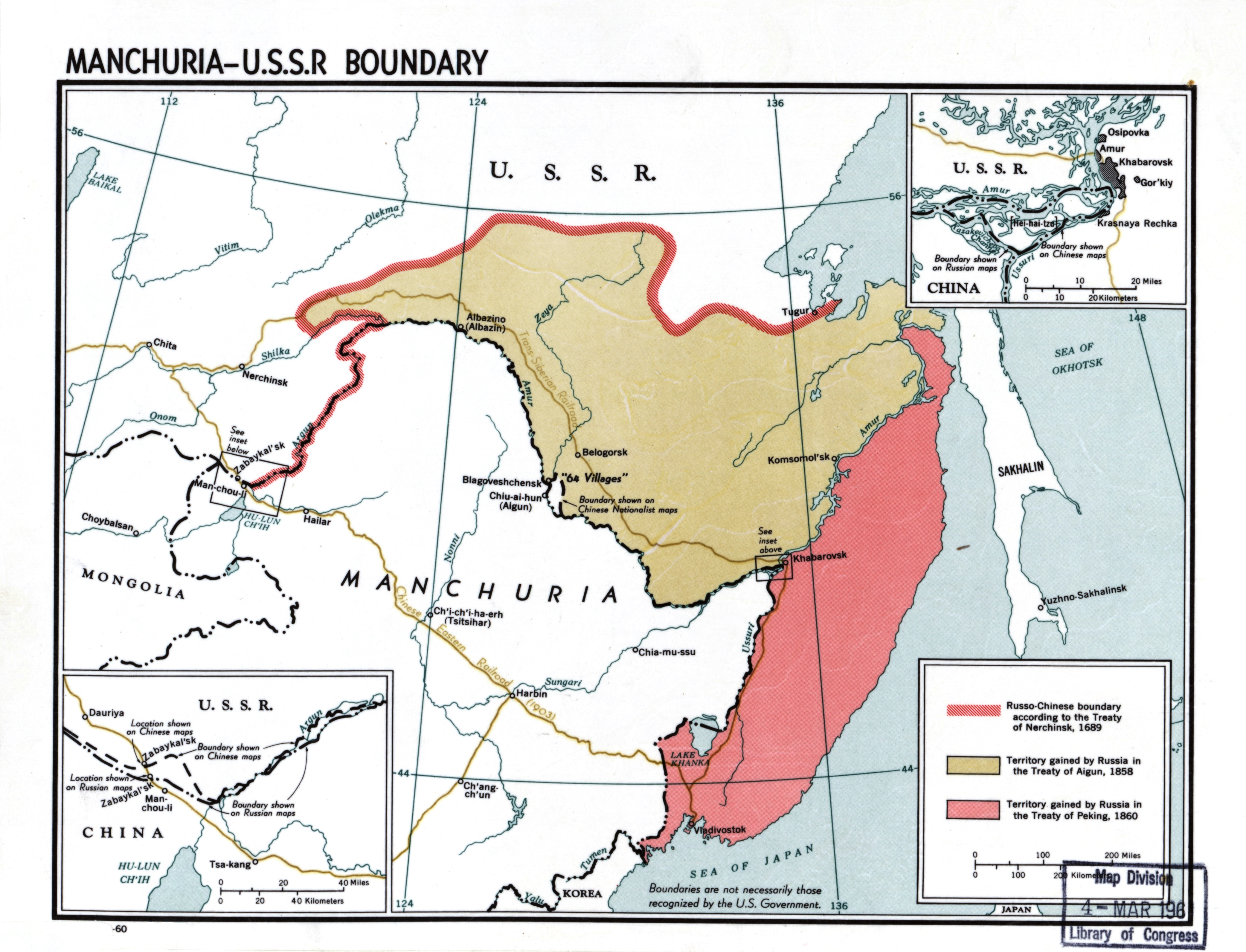
《瑷珲条约》和《北京条约》中清政府放弃的外满洲领土

1860年清政府在《北京条约》中割让乌苏里河以东的领土给俄罗斯帝国。中國失去了東北地區對日本海的出海口。图们江下游13公里的部分成为朝鮮和俄国的边界。1985年4月17日，朝鲜与苏联签署边界条约。2015年7月2日，中、俄、朝还另簽条约规定三国交界点。2004年－2008年，俄罗斯为防止河岸侵蚀，曾对河岸进行加固。

## 地理
俄罗斯和朝鲜之间的陆地边界沿着图们江的航道，而海上边界位于日本海上。边界俄罗斯一侧是滨海边疆区的哈桑区，朝鲜一侧是羅先特別市。

## 交通

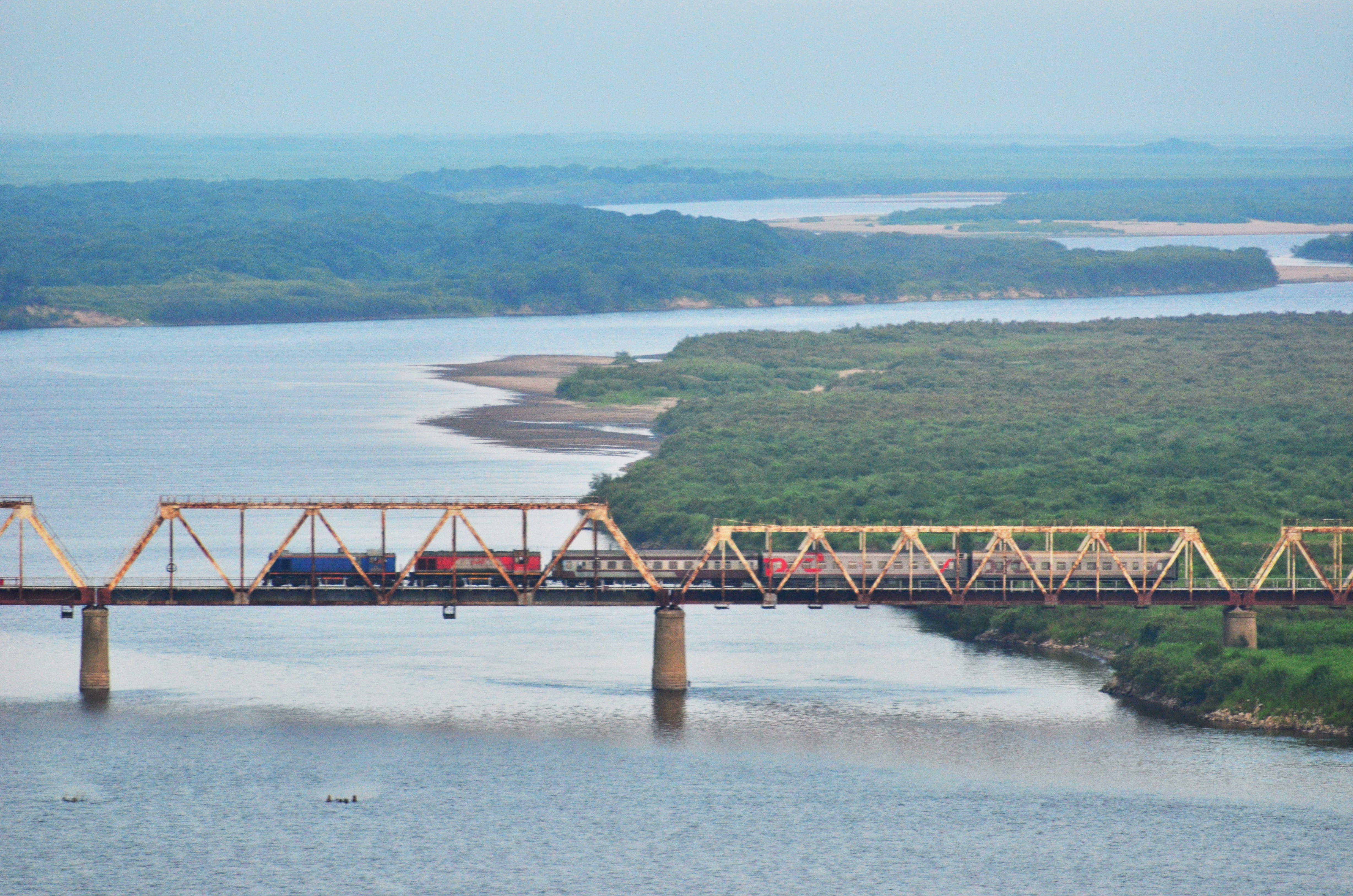
友谊大桥连接北朝鲜和俄罗斯

图们江上的朝俄国境友谊桥连接连接俄罗斯哈桑铁路支线哈桑站与朝鲜洪仪线和豆满江线的豆满江站。桥面铺设双轨距。2017年10月，沿桥铺设了俄朝国际通信光缆。由俄铁的子公司TransTelekom提供接入服务，以避免朝鲜对外电讯线路完全依赖于中国的尴尬。朝俄国境友谊桥是一座铁路桥，长650米，宽20米，距江面高11米，可通行货运和客运列车。没有公路或行人过境点。通常，友谊桥仅供俄罗斯和朝鲜公民通过边境，并不向第三国开放。。
2015年4月俄罗斯和朝鲜达成协议，发展两国之间的公路交通。2024年，中俄雙方簽署並發表《中俄關於深化新時代全面戰略協作夥伴關係的聯合聲明》，其中包含拓展圖們江口的問題。